# زنگریا
زنگریا (به لاتین: Zangerya) یک منطقهٔ مسکونی در افغانستان است که در ولایت بدخشان واقع شده‌است.